# Emil Lugo
Emil Lugo (født 26. juni 1840 i Stockach ved Konstanz, død 4. juni 1902 i München) var en tysk maler. 
Lugo arbejdede på Karlsruhe Kunstskole under Schirmer, opnåede tidlig stor færdighed i akvarelmaleriet, var 1871—1874 i Italien, virkede senere i Freiburg, fra 1887 i München. Han blev en af Tysklands fineste og mest egenartede landskabsmalere, især ved sine billeders lys- og stemningsindhold. Arbejder af Lugo findes i Karlsruhe Museum, Berlins Nationalgaleri etc. Han tegnede også med held på sten.